# 光明之刃
《光明之刃》是由世嘉所開發的战略角色扮演游戏，对应平台为PlayStation Portable，于2012年3月15日發售，和前三作（泪、风、心）一样，依旧由Tony負責人物設計。战斗系统与《战场女武神》系列类似。

## 剧情
本作的时间点位于《光明之泪》和《光明之风》之后，因果关系上位于《光明之心》之前。游戏中的己方角色，绝大部分来自“泪”、“风”、“心”三作。游戏的舞台与“泪”和“风”相同。

## 登場人物

### 靈刃使
雷吉（聲：保志總一朗）
「閃光的靈刃使」。本作的主人公，夏音（カノン）的弟弟。
咲夜（聲：水樹奈奈）
「七色的靈刃使」。全名Maxima Sakuya Enfield，在心、刃、舟三作均有登场。
里克（聲：神谷浩史）
「復仇的靈刃使」。前作光明之心的主人公。
法夫納（聲：石田彰）
「假面的龍騎士」。真實身分是光明之風的霧谷魁斗。

### 靈刃
雪姬（聲：白石涼子）（靈刀 雪姬）
「白刃的精靈」。
亞蜜兒（聲：伊藤加奈惠）（魔晶剣マナフレア）
「照亮黑暗的魔法劍」。前作光明之心的女主角之一。
妮莉絲（聲：相澤舞）（矢銃剣フィリアム）
「贯穿黑暗的魔彈射手」。前作光明之心的女主角之一。
艾雅莉（聲：三上枝織）（聖盾剣アーデット）
「神聖之劍與守護之盾」。前作光明之心的女主角之一。

### 歌姬
阿露蒂娜(阿爾緹娜)(altina)（聲：井上麻里奈）（與精靈嬉戲的森林歌姬）
「銀之森的妖精公主」。
艾爾米娜（聲：早見沙織）（聖王國的可爱遊吟詩人）
「魔法的歌手」。
密絲媞（聲：田村由香里）（擁有龍之血的艶情塞壬）
「海盜千金」。前作光明之心的蜜丝托拉。
冬华（聲：堀江由衣）（境界線上的Prima donna）
「次元平行世界的守護巫女」。前作《光明之风》的吴羽冬华。
罗莎琳德(羅潔琳蒂)（聲：桑島法子）（於戰場引導靈魂的羅蕾萊）
「紅色的戰鬥巫女」」。

### 瓦雷利亞解放戰線
芬里爾（聲：稻田徹）
「白夜的銀狼」。
愛拉（聲：川澄綾子）
「冰晶的魔法公主」。全名アイラ・ブランネージュ・ガルディニアス，前作光明之泪的角色。
伊薩利（聲：石田彰）
「魔獸獵人」。前作光明之心的角色。
琳琳（聲：斋藤千和）
「賢者的黒貓」。前作光明之心的角色。
拉娜（聲：廣橋涼）
「射穿黑暗的神弓射手」。全名エルウィン・ラナ・シルフィス，光明之泪的女主角，风、心、刃、舟均有登场的妖精公主，阿露蒂娜的姐姐。
龍那（聲：神田朱未）
「白龍的巫女」。前作光明之泪的角色。
剛龍鬼（聲：石塚運昇）
「龍鱗的守護騎士」。前作光明之泪的角色。
嘉迪姆（聲：寺本勲）
「漆黒的獸人魔劍士」。前作光明之心的角色。
刻耳柏洛斯（聲：橘田泉）
「機動戰姬」。后在光明之心动画版登场。
夏音（聲：水樹奈奈）
「擁有炎之心的女勇者」。前作光明之风的角色，雷吉（レイジ）的姐姐。
艾茵（聲：桑島法子）
「闪耀之风的战斗妖精」。前作光明之风的角色。
柯拉拉克蘭（聲：川澄綾子）
「圣盾的公主骑士」。前作光明之风的角色。
刃九郎（聲：江川央生）
「钢翼的候鸟」。前作光明之风的角色。
迪伦（聲：中井和哉）
「雙劍的海狼」。前作光明之心的角色。

### 龍人帝國
斯雷普尼爾（聲：神奈延年）
「黒暗騎将」。
巴爾特爾（聲：桐本琢也）
「黒暗祭司」。
司爾特（聲：川津泰彦）
「魔獸將军」。
阿爾貝利希（聲：緑川光）
「妖魔將军」。
艾萨克（聲：稻田徹）
「伯爵」。前作光明之心的角色。
黑龍（聲：大友龍三郎）
「黒暗的化身」。

## 歌曲

### 主題曲
《羅蕾萊之詩》
歌：Lia

### 插入曲
《蒼色的清淨之歌》
歌：エルミナ（聲：早見沙織）
作詞：shihori
作編曲：藤間仁（Elements Garden）
《大地母親的讚歌》
歌：エルミナ（聲：早見沙織）
作詞：shihori
作編曲：藤間仁（Elements Garden）
《青翠森林的精靈詩》
歌：アルティナ（聲：井上麻里奈）
作詞：RUCCA
作編曲：菊田大介（Elements Garden）
《吹出金色的风》
歌：アルティナ（聲：井上麻里奈）
作詞：RUCCA
作編曲：菊田大介（Elements Garden）
《深紅的熱情之歌》
歌：ミスティ（聲：田村ゆかり）
作詞：RUCCA
作編曲：中山真斗（Elements Garden）
《夏色的美人魚》
歌：ミスティ（聲：田村ゆかり）
作詞：RUCCA
作編曲：中山真斗（Elements Garden）
《琥珀色的黃昏》
歌：トウカ（聲：堀江由衣）
作詞：RUCCA
作編曲：藤田淳平（Elements Garden）
《飛舞銀雪的夜晚》
歌：トウカ（聲：堀江由衣）
作詞：RUCCA
作編曲：藤田淳平（Elements Garden）
《紫月的葬禮詩》
歌：ローゼリンデ（聲：桑島法子）
作詞：shihori
作曲：上松範康（Elements Garden）
編曲：菊田大介（Elements Garden）
《金光閃閃的安魂曲》
歌：ローゼリンデ（聲：桑島法子）
作詞：shihori
作曲：上松範康（Elements Garden）
編曲：藤田淳平（Elements Garden）
《光與暗的輪舞曲》
歌：ケルベロス
《生命的櫻歌》
歌：サクヤ（聲：水樹奈々）
作詞：shihori
作編曲：藤間仁（Elements Garden）
《光》
歌：保志総一朗
作詞：酒井ミキオ
作編曲：酒井ミキオ

### CD追加曲
《閃耀的旗幟》（合唱曲）
歌：アルティナ・エルミナ・ミスティ・トウカ・ローゼリンデ
作詞：shihori
作曲：上松範康（Elements Garden）
編曲：中山真斗（Elements Garden）

## 外部連結
- 官方網站（页面存档备份，存于）
- Shining World（页面存档备份，存于）